# Staré Sedlo u Tachova
Staré Sedlo (deutsch Altsattel, auch Alt Sattl) ist eine Gemeinde mit 300 Einwohnern (Stand: 1. Januar 2023)  in Tschechien. Sie liegt 8 km südöstlich von Bor an der Úhlavka in einer Höhe von 429 m ü. M.

## Geschichte

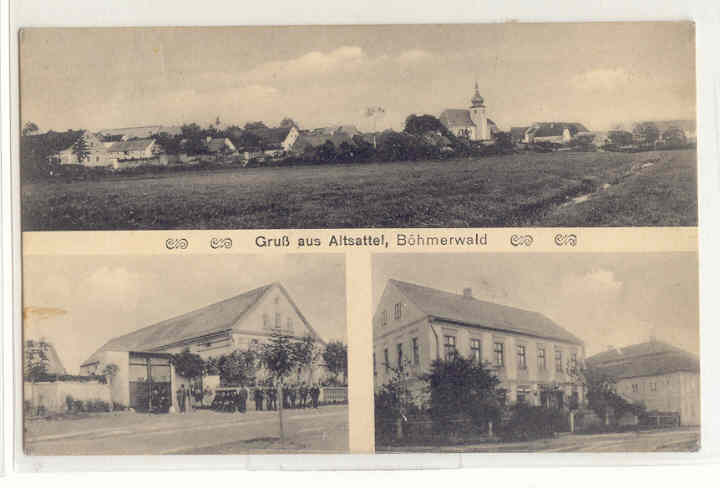
Ortsansicht vor 1918

Die erste urkundliche Erwähnung, in der der Ort im Jahre 1115 als Besitztum des Klosters Kladrau erscheint, ist vermutlich eine Fälschung.
Unklar ist auch die Entstehung des ehemaligen Herrensitzes. Die Auffassung, dass er im 14. Jahrhundert eine Residenz der Magdalenerinnen aus Mies gewesen sein soll, gilt inzwischen als wenig wahrscheinlich. Aus dem angrenzenden Vorwerk entstand im 15. Jahrhundert ein Sitz der Schwanberger (tschechisch: ze Švamberka).
Nachweislich gehörte Altsattel seit Beginn des 15. Jahrhunderts zum Klosterbesitz. Dieses wurde 1420 durch König Sigismund bestätigt. Bereits kurze Zeit später erfolgte eine Verpfändung des Dorfes einschließlich des Gutshofes. Adam von Schwanberg, seit 1551 mit Anna von Reitzenstein verheiratet, erwarb 1578 vom Kloster Kladrau den Ort nebst Turban (bis auf zwei Höfe), Gossau, Wonetitz und „Zwrtschkov/Czvrchov“. Diese wurden der Herrschaft Elsch einverleibt. Er führte nach dem Grundsatz Cuius regio, eius religio in seinem Herrschaftsgebiet die protestantische Konfession ein. 1643 wieder katholisch, wurde Altsattel von Pernartitz aus administriert. 1592 verkauft seine mit Johann von Ruppau (z Roupova) verheiratete Tochter Benigna die Herrschaft ihrem Schwager Peter d. Ä. Kokorowec (Kokořovec z Kokořova) auf Luditz.
Nach Ende des Dreißigjährigen Krieges wurden 1658 von zwölf Bauern in Altsattel fünf als Neubauern bezeichnet.
Zu den nachfolgenden Besitzern gehörten ab 1601 Kotz von Dobrz (Koc z Dobřa), ab 1605 von Thurn, ab 1615 Pechmann von Schönau, vor 1650 von Groschopf, ab 1650 von Spandko, ab 1675 Lazansky, ab 1697 von Sinzendorf sowie ab 1723 Hildprandt von und zu Ottenhausen. Am 17. November 1732 erwarb Dominik Markwart Fürst von Löwenstein-Wertheim Altsattel. Der Ort blieb darauf bis zum Jahre 1918 Teil der Herrschaft des Hauses Löwenstein-Wertheim-Rosenberg.
Im Ersten und Zweiten Weltkrieg waren jeweils 18 Gefallene und Vermisste zu beklagen.
1939 hatte Altsattel 270 Einwohner, alle deutscher Nationalität. Am 5. Mai 1945 besetzte das 23. US-Infanterieregiment von Westen kommend kampflos den Ort. Nach Ende des Zweiten Weltkrieges wurden am 1. November 1945 drei Familien ins Landesinnere deportiert. Ab dem 1. März 1946 erfolgte die Vertreibung aller deutschen Bewohner in die alliierten Zonen in Deutschland. Pfarrer Josef Lang verließ als letzter Deutscher am 8. September 1950 Staré Sedlo.

### Einwohnerentwicklung
| Jahr      | 1658 | 1721 | 1789 | 1838 | 1869 | 1878 | 1890 | 1900 | 1910 | 1914 | 1921 | 1925 | 1930 | 1939 | 2010 | 2015 |
| Einwohner | 56   | 169  | -    | 353  | 313  | 313  | 318  | 290  | 283  | 286  | 292  | 300  | 276  | 270  | 245  | 246  |
| Häuser    | -    | -    | 39   | 54   | 56   | 56   | 59   | 60   | 59   | 59   | 59   | 60   | 61   | -    | -    | -    |

## Sehenswürdigkeiten

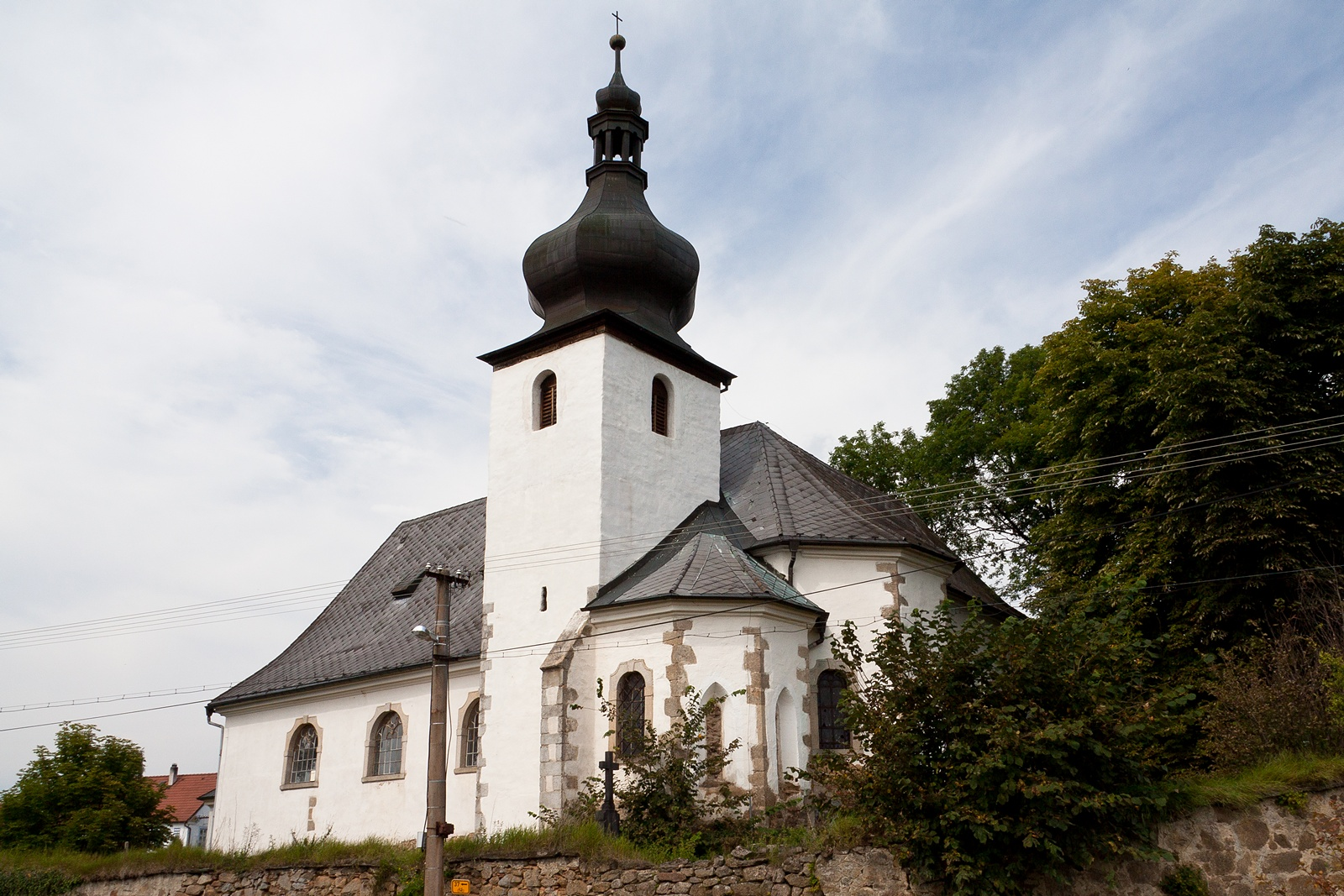
Kirche Mariä Himmelfahrt

Die Pfarrkirche Maria Himmelfahrt ist ein gotischer Bau aus der Zeit um 1300. Ältester Teil ist die wahrscheinlich schon im 12. Jahrhundert errichtet Katharinenkapelle. Dort befinden sich Grabmäler und Epitaphe der Grafen von Schwanberg. In der Sakristei steht ein Epitaph des Ritters Groschopf von Elsch. Während der kommunistischen Herrschaft verkam die Kirche und wurde verwüstet. Die seit 1992 erfolgte Wiederherstellung konnte 2013 abgeschlossen werden. Dabei wurden die Deckenfresken renoviert und die gotischen Wandbemalungen teilweise wieder freigelegt.
Das Dorf war früher durch einen Teich zweigeteilt, an dessen Stelle sich heute eine Wiese befindet. Auf dem Damm, dem ehemaligen Verbindungsweg zwischen den Ortsteilen, steht eine Statue des heiligen Johannes Nepomuk, wahrscheinlich aus der ersten Hälfte des 18. Jahrhunderts.
Ein Kriegerdenkmal mit den Namen von 16 Opfern des Ersten Weltkrieges steht in der kleinen Parkanlage vor der Kirche.

## Gemeindegliederung
Die Gemeinde Staré Sedlo besteht aus den Ortsteilen und Katastralbezirken Darmyšl (Darmschlag), Staré Sedlo und Racov (Ratzau).

## Persönlichkeiten
- Josef Hüttl (* 1. März 1908; † 8. April 1997 in Regensburg), Theologe und Schriftsteller, Erzdechant von Bischofteinitz
- Anton Puchta (* 4. März 1851; † 18. Februar 1903 in Czernowitz), Mathematiker und Professor an der Deutschen Universität in Prag
- Stephan Worowetz (* 4. Dezember 1672; † 1719), Bildhauer des Barock in Manetin

## Nachweise